# Даґ Богабой
Даґ Богабой (англ. Doug Bohaboy; нар. 25 вересня 1976) — колишній американський тенісист.
Найвищу одиночну позицію світового рейтингу — 250 місце досяг 23 червня 2003, парну — 222 місце — 23 вересня 2002 року.
Здобув 3 одиночні та 1 парний титул.

## Титули Туру
| Легенда               |
| --------------------- |
| Великий шлем (0)      |
| Серія Мастерс ATP (0) |
| Тур ATP (0)           |
| Челленджери (1)       |

### Парний розряд
| Результат | Дата        | Категорія  | Турнір             | Покриття | Партнер   | Суперники                    | Рахунок  |
| --------- | ----------- | ---------- | ------------------ | -------- | --------- | ---------------------------- | -------- |
| Перемога  | липень 2002 | Челленджер | Тампере, Фінляндія | Ґрунт    | Нік Рейні | Туомас Кетола Яркко Ніємінен | 6–4, 6–2 |